# Conseil en stratégie
Le conseil en stratégie est une activité économique visant à fournir aux dirigeants d'entreprises des conseils spécialisés pour la définition d'une stratégie d'entreprise. En matière de périmètre d'action, les consultants en stratégie peuvent être amenés à intervenir sur toute problématique ne trouvant pas de solution formalisée, toute faite, prête à l'emploi.
Les entreprises font appel à des sociétés de conseil, qui envoient alors des consultants dans l'entreprise cliente. La typologie des cabinets de conseil est extrêmement variée.

## Typologie des cabinets de conseil en stratégie
Si de très nombreux acteurs se présentent comme des cabinets de conseil en stratégie d'entreprise, seuls certains acteurs méritent à proprement parler l'appellation, essentiellement les grands cabinets internationaux de conseil en stratégie et les boutiques de conseil en stratégie.    

### Les grands cabinets internationaux spécialisés dans le conseil en stratégie
Ces cabinets généralistes sont mandatés pour des types variés de missions de stratégie : de la stratégie "pure" à la stratégie industrielle, stratégie marketing, stratégie financière... On trouve parmi ces cabinets : 
- Les MBB,  acronyme des cabinets les plus connus mondialement : McKinsey & Company, le Boston Consulting Group et Bain & Company. Ces cabinets opèrent dans le conseil de direction générale au sens large ; sur l'ensemble de leur activité, la stratégie ne représente qu'une part qui pourrait être moins importante que celle d'autres expertises fonctionnelles (organisation, opérations, marketing, etc.)[2],[3].
- D'autres cabinets jouissant également d'une grande notoriété ainsi que d'une stature internationale comme Oliver Wyman, Roland Berger, Sia Partners, Simon-Kucher & Partners et A.T. Kearney[2],[3]. Ces cabinets sont également diversifiés sur des activités de conseil de direction générale au sens large, la stratégie n'étant qu'une expertise fonctionnelle parmi d'autres.

Les grands cabinets réalisent une partie de plus en plus importante de leurs activités dans les activités de mise en œuvre et d'opérations.

### Les autres cabinets de conseil en stratégie
Ces cabinets de plus petite taille se distinguent par une approche plus individualisée ainsi que par leur spécialisation. Ceux-ci sont souvent spécialisées sur des créneaux spécifiques à très forte valeur ajoutée afin de pouvoir rivaliser avec les plus grands. Malgré leur taille, ces cabinets bénéficient d'un prestige important et possèdent bien souvent de nombreux bureaux à travers le monde.

### Les cabinets de conseil en management et en organisation
Ces sociétés sont historiquement plus implantées dans le secteur du conseil en management, en organisation ou en systèmes d'information que dans celui de la stratégie à proprement parler. Celles-ci ont parfois une partie de leur activité dédiée à la stratégie. Ce positionnement, relativement récent, répond souvent à un souci de diversification des activités, pour répondre aux besoins / enjeux du marché, ainsi qu'à un désir d'accéder plus directement aux directions générales des grands groupes qu'elles conseillent.  
Les cabinets de conseil en management disposent généralement d'un effectif beaucoup plus important que les cabinets de conseil en stratégie. On compte notamment parmi celles-ci : Accenture (Business Consulting), Capgemini Consulting, BearingPoint, Eurogroup Consulting, Wavestone (issu de la fusion de Kurt Salmon et Solucom), Sia Partners, Sopra Steria Next. 
Certains de ces cabinets sont adossés à des activités de type ESN (Accenture Business Consulting, Cap Gemini Consulting, Sopra Steria Consulting) et d'autres sont indépendants (Wavestone, BearingPoint, Sia Partners). 
Si ces groupes restent très sélectifs dans leur recrutement, ils recrutent néanmoins dans un bassin d'institutions plus large que les cabinets de conseil en stratégie.

### Les branches conseil (appelées souvent Advisory) des cabinets d'audit internationaux
Les Big Four de l'audit qui investissent massivement dans ce secteur depuis 2010 : Deloitte (rachat en 2012 de Monitor - désormais Monitor Deloitte), PwC (rachat en 2013 de Booz & Company - désormais Strategy&), EY (rachat en 2014 de The Parthenon Group) et KPMG (Global Strategy Group). 
Elles ont reconstruit depuis 2007 une branche spécialisée dans le conseil principalement autour des métiers historiques (risques, sécurité, contrôle interne, systèmes d'information...) : BDO, Mazars, Ernst & Young Advisory, Deloitte Consulting, PricewaterhouseCoopers, KPMG, Grant Thornton.

## Processus de recrutement et écoles cibles des cabinets de conseil en stratégie
Les cabinets de conseil en stratégie disposent de processus de recrutement spécifiques, sélectifs et particulièrement exigeants Ces entretiens se distinguent des entretiens d'embauche classiques en ce qu'ils intègrent une épreuve de mise en situation professionnelle: l’étude de cas. Il s'agit de tester le candidat sur une problématique concrète en lien avec la diversité de son futur métier, au cours d'un échange avec son examinateur dont la forme est libre. Le processus de recrutement comprend plusieurs tours composés de 1 à 3 entretiens chacun et il nécessite entre 6 et 8 entretiens pour aboutir à une offre de recrutement.
En France, les jeunes diplômés sont recrutés au sein d'un groupe d'institutions restreint, les cabinets effectuant dès réception du CV un ciblage strict : HEC, ESSEC, ESCP, et emlyon pour les écoles de commerce et l'École polytechnique (X), CentraleSupélec, Mines Paris, l’École des ponts et chaussées, Telecom ParisTech, Sciences Po Paris pour les écoles d'ingénieurs. Les cabinets du groupe "MBB" recrutent également parmi les titulaires de doctorat de grandes écoles avec un grade plus élevé que les Masters Grandes Écoles et à niveau généralement égal à un diplômé de MBA[source insuffisante].
Selon une étude de Consultor-Wit Associés menée en novembre 2014 au sein des principaux cabinets de conseil en stratégie de Paris (14 cabinets, 210 associés), la grande majorité des associés des bureaux parisiens des sociétés de conseil en stratégie est issue de cinq grandes écoles : HEC Paris (19 %), CentraleSupélec (17 %), Polytechnique (12 %), l'ESSEC (10 %) et l'ESCP Europe (6 %).

## Autres formes d'activité liées au conseil en stratégie
L'appellation « conseil en stratégie » tend à se galvauder[réf. souhaitée], et de nombreux prestataires de service, souvent des structures de très petite taille ou des individus indépendants, s'en réclament. On[Qui ?] trouve ainsi de nombreux cabinets locaux spécialisés sur une niche ou sur un domaine fonctionnel précis, souvent autour de l'expertise et du réseau de contact du seul fondateur.  
Les consultants indépendants sont également nombreux et peuvent selon leur profil intervenir sur tout type de problématique (levées de fonds, business development, organisation de mission économiques, connaissance du marché local, stratégies de communication..). Du fait de l'évolution des modes de travail, de la transformation digitale et la culture start-up, nombreux sont ceux qui exercent à temps partiel une activité de consultant en parallèle d'une autre activité[réf. souhaitée].
L'efficacité du recours aux micro-structures ou aux consultants free-lance dépend naturellement de la qualité de la personne mobilisée, ces structures n'offrant pas les garanties de niveaux de recrutement, de formation, de méthodologies ou de standards professionnels qui sont celles des cabinets établis.

## Évaluation des cabinets de conseil en stratégie
La question de l'évaluation des cabinets de conseil en stratégie est délicate. En effet  il est difficile d'évaluer la qualité des cabinets de conseil en stratégie, même si l'on[Qui ?] considère en général que les deux premiers types, à savoir les grands cabinets de conseil en stratégie et leurs émanations sont souvent garantes de qualité, essentiellement par leur maîtrise méthodologique mais aussi par la qualité de leur recrutement. Toutefois, il peut arriver que des missions réalisées par ces cabinets se soldent par des échecs avérés. On[Qui ?] retiendra qu'en général, la qualité d'un conseil en stratégie dépend de nombreux paramètres, mais deux ressortent en particulier : l'expertise (fonctionnelle, métier, méthodologique) et la qualité des consultants (profil, expérience...).

### Critères d'évaluation
Les cabinets sont classés souvent selon plusieurs paramètres très différents : 
- Notoriété
- Taille (CA, effectifs) et dimension internationale (nombre de bureaux dans le monde)
- Revenu par consultant
- Taux journalier moyen
- Expérience personnelle des consultants
- Typologies de clients : grandes sociétés internationales versus PME
- Attractivité auprès des étudiants de grandes écoles
- Appréciation des consultants travaillant dans ces cabinets

### Classements
Les classements se multiplient, chacun avec une approche propre et des biais associés. Ces classements sont très différents selon les pays. Un fort recul et la prudence sont nécessaires par rapport à la plupart des classements des cabinets de conseil en stratégie, soit en raison d'absence de méthode solide, soit en raison de l'échantillon (répondants ne connaissant pas le conseil en stratégie) ou simplement en raison d'une approche lucrative des classements (vendus aux sociétés comme un référencement) par le site ou magazine réalisant les classements.
Vault publie tous les ans un classement des meilleurs cabinets de conseil en stratégie, principalement tourné vers le monde anglo-saxon. Il s'agit davantage d'un indice de réputation ou de notoriété et de satisfaction des consultants qu'un indice de qualité des prestations effectuées. Ce classement regroupe dans un même ensemble cabinets de conseil en organisation et cabinets de conseil en stratégie. De par la méthode employée, il avantage les grandes structures. Le classement Vault reste cependant aujourd'hui un classement de référence, qui a le mérite d'être indépendant et d'être le seul non influencé par les partenariats et référencements des entreprises de conseil[réf. nécessaire].  
Le magazine Capital a été épinglé par Consult’In (ex-Syntec) pour avoir réalisé un palmarès des cabinets de conseil sur la base d’un sondage controversé auprès de 4 500 consultants et 800 cadres, et avoir ensuite proposé l’achat d’un label « Meilleur cabinet de conseil ». 
Le classement du magazine en ligne Consultor consacré au conseil en stratégie est un indice de notoriété des cabinets auprès des étudiants de grandes écoles[réf. nécessaire]. Il est réalisé par un organisme indépendant : la Junior Entreprise de l'ESSEC pour le compte de Consultor[réf. souhaitée].
Ce classement, réalisé sur la base d’un sondage auprès d’une population d’étudiants en Master 2 de grandes écoles (X, Mines, Ponts, Centrale, Supelec, HEC, ESSEC, ESCP), a plusieurs biais importants puisqu'il ne limite pas le sondage aux étudiants connaissant les cabinets de conseil, et propose aux sondés un panel fermé d’une vingtaine de cabinets présents dans le guide du magazine, la présence dans ce guide reposant essentiellement sur un contrat de partenariat et de référencement avec Consultor. Ceci explique qu'alors que le site et le classement sont consacrés au conseil en stratégie, certains cabinets de conseil de direction générale devant logiquement en faire partie ne sont pas mentionnés, alors qu'inversement des cabinets spécialisés dans l'optimisation opérationnelle y figurent.
Le magazine Décideurs a également publié un classement en 2017, issu du travail du groupe Leaders League, propriétaire du magazine, nommé « Stratégie, organisation & Management - Performance de la fonction finance », basé sur une enquête (questionnaire auprès des professionnels du secteur, étude des chiffres d'affaires, experts tiers...)[pertinence contestée]
Un classement par chiffre d'affaires des cabinets de conseil en France est publié dans le Guide des sociétés de conseil de Jean-Baptiste Hugot, à partir de la définition du conseil en management du syndicat professionnel Syntec Conseil.

### Influence des cabinets de conseil
Ce segment bien spécifique de la branche conseil en stratégie représente un poids relativement faible dans le chiffre d'affaires des cabinets de conseil : moins de 10 %[source insuffisante], à tel point qu'aucun ne l'évalue correctement[réf. souhaitée]. Par ailleurs, on[Qui ?] parle souvent de conseil en stratégie pour finalement, évoquer le conseil opérationnel, le conseil financier, fiscal ou encore en système d'information, qui n'ont par définition rien à voir avec le conseil en stratégie. 
Malgré ce faible poids relatif, l'influence des cabinets de conseil en stratégie est forte, dans la mesure où les conseils de ces derniers influencent fortement la vie des entreprises et de leurs salariés et n'échappent pas bien souvent aux effets de mode ou de pensée convenue : lancement de nouveaux produits, délocalisations, fermetures d'usines... Nombre d'études analysent l'influence des cabinets de conseil en stratégie sur le comportement des managers.

## Critiques
Comme les autres cabinets de conseil, les entreprises de conseil en stratégie font l'objet de critiques. A titre d'exemple, McKinsey a été remis en cause pour son rôle dans la lenteur de la campagne vaccinale contre le Covid-19 en France en 2020, alors qu'il a empoché pour ses prestations de conseil près de 4 millions d'euros. Dans le domaine de la santé, McKinsey avait déjà accepté de payer 600 millions de dollars aux autorités des Etats-Unis pour son rôle controversé dans la crise des opioïdes. 